# 辻伊吹
辻 伊吹（つじ いぶき、1990年3月16日 - ）は、日本の俳優、モデルである。
大阪府出身。アフレテオ所属。同志社大学社会学部卒業。身長180cm。血液型O型。
台湾での活動名は伊吹。

## 略歴
大阪府出身。モデルとして、CM、スチール、ショー、雑誌などで活躍。国内にとどまらず、香港・中国などを中心に世界でも活躍。
主な出演作品に、CM『ロート製薬「OXY(オキシー)」』『SONY Xperia acro』(中国・香港エリアOA)』など多数出演。
俳優として、2014年映画『テコンドー魂～Rebirth～』でスクリーンデビュー。
「あかいわ広報大使」（岡山県赤磐市）に2017年就任。

## 出演

### 映画
- 一命（三池崇史監督／2011年）
- Miss Boys! 決戦は甲子園!?編（佐藤佐吉監督／2011年）バスケ部の先輩 役
- Miss Boys! 友情のゆくえ編（佐藤佐吉監督／2012年）バスケ部の先輩 役
- テコンドー魂〜Rebirth〜（香月秀之監督/2014年）後藤晋作 役
- 25 NIJYU-GO（鹿島勤監督/2014.11.1公開）沖原正樹 役
- 白魔女学園 オワリトハジマリ（坂本浩一監督/2015.6.13公開）ヘルム 役
- 種まく旅人～夢のつぎ木～（佐々部清監督／2016年）高橋直輝 役
- 第12回CO2助成作品 「私は兵器」（三間旭浩監督／第11回大阪アジアン映画祭インディ・フォーラム部門出品、カメラジャパン・フェスティバル 2016出品、第10回田辺・弁慶映画祭コンペティション部門出品）初主演作品 丸瀬望都 役
- 八重子のハミング（佐々部清監督／2016年）小森正樹 役
- マンハント（ジョン・ウー監督／2017年、2018年日本公開予定）辻刑事 役

### TV
- 2009年 関西テレビ「イケメンデルの法則」
- 2014年 いばキラTV「いばキラ Station」 ﾒｲﾝｷｬｽﾀｰ （茨城県運営ネットTV）
- 2014年 MX「韓バラ」
- 2015年 TX「逆転弁護士ヤブハラ」

### ファッションショー
- 2010年 ﾌｧｯｼｮﾝｼｮｰ「404 not fashion」
- 2012年 The Word’s Greatest Catwalk 2012 in HK
- 2014年 Creatous Magazine Collection vol.3
- 2014年 Creatous Magazine Collection vol.4
- 2015年 Creatous Magazine Collection vol.5
- 2017年ﾌｧｯｼｮﾝｼｮｰ「エンコレ vol.1」をプロエュース

### モデル
- 2010年 Universal Studios Japan リーフレットモデル
- 2014年 Hipshop スチールモデル
- 2014年~16年 アクアガレージ

### マガジン
- Men`s UNO（台湾）
- esquire(台湾)
- Milk（台湾）
- ストリートジャック 2014.5月号
- JJ 08.5月号 （イケメンMAP 関西NO.1イケメン特集）
- カジカジH

### CM
- 2010年 ユノス
- 2011年 エディオングループ
- 2012年 PROMISE邦民日本財務 (香港）
- 2012年 SONY Xperia acro （香港・中国）
- 2013年 滋賀銀行
- 2013年 ロート製薬 OXY
- 2015年 JB本四高速
- 2015年 OISHI 〈お茶〉（タイ）
- 2017年 左岸coffee （台湾）
- 2017年 原萃〈お茶〉 （台湾）（主演：阿部寛）
- 2017年 SUZUKI Baleno （台湾）
- 2017年 ROYAL ASSCHER